# Elle a passé tant d'heures sous les sunlights
Pour plus de détails, voir Fiche technique et Distribution.
Elle a passé tant d'heures sous les sunlights est un film français réalisé par Philippe Garrel sorti le 9 octobre 1985.

## Synopsis
Un jeune réalisateur réalise un film avec son amie Christa. Ce faisant, le film raconte l'histoire de deux couples : leur couple réel et un couple imaginaire.

## Fiche technique
- Titre original : Elle a passé tant d'heures sous les sunlights
- Réalisation et scénario : Philippe Garrel
- Photographie : Pascal Laperrousaz
- Montage : Philippe Garrel
- Musique : Nico
- Société de production : GIE Philippe Garrel
- Format : Noir et blanc - 35 mm
- Genre : Film expérimental
- Durée : 130 minutes
- Date de sortie :
  - France : mai 1985 (Festival de Cannes 1985) ; 9 octobre 1985 (sortie nationale)

## Distribution
- Mireille Perrier : Marie
- Jacques Bonnaffé : le réalisateur
- Anne Wiazemsky : Christa
- Lou Castel : l'ami de Marie
- Philippe Garrel
- Chantal Akerman
- Jacques Doillon